# قيادة الحرب غير النظامية
قيادة الحرب غير النظامية (بالفارسية: ستاد جنگ‌های نامنظم) كانت وحدة عسكرية غير نظامية من القوات المسلحة الإيرانية، نشطت خلال الحرب الإيرانية العراقية. أسس الوحدة مصطفى تشمران عام 1979. بعد وفاته عام 1981، أصبح مهدي تشمران قائدا للوحدة لمدة تسعة أشهر وتم حلها في نهاية المطاف. المقاتلون في هذه الوحدة، انضموا لاحقًا إلى فيلق الحرس الثوري الإسلامي والباسيج.